# Аскілаурі (Сагареджойський муніципалітет)
Аскілаурі (груз. ასკილაური) — село в Грузії.
За даними перепису населення 2014 року в селі проживає 70 особа.